# Edwin Scharff
Edwin Paul Scharff (Nuova Ulma, 21 marzo 1887 – Amburgo, 18 maggio 1955) è stato uno scultore e grafico tedesco.

## Biografia

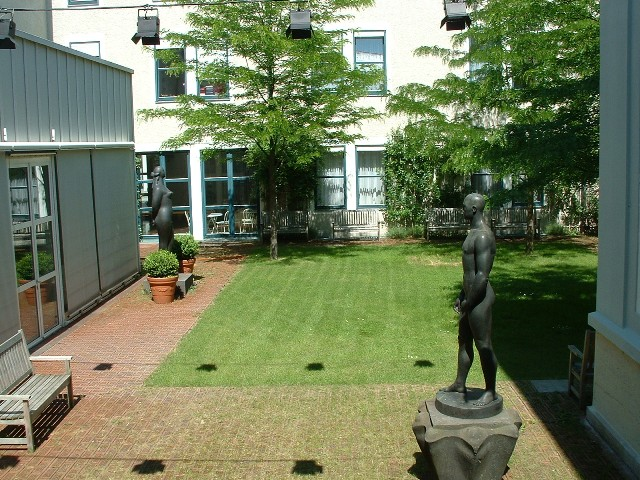
Sculture di Edwin Scharff

A 15 anni Edwin inizia i suoi viaggi di studio che lo porteranno infine a Parigi dove conoscerà Pascin. Le sue prime sculture sono del 1906.
Nel 1913 è uno dei membri fondatori della Secessione di Monaco.
Operò della prima metà del XX secolo, nel 1928 vinse una medaglia d'argento per i suoi meriti.